# Dichagyris longidens
Dichagyris longidens là một loài bướm đêm thuộc họ Noctuidae. Nó được tìm thấy ở Bắc Mỹ, bao gồm Colorado.
Sải cánh dài khoảng 32 mm.